# Psychosocial (chanson)
Pour les articles homonymes, voir Psychosocial.
Singles de Slipknot
All Hope Is Gone
(2008) Dead Memories
(2008)
Psychosocial est une chanson du groupe de heavy metal Slipknot, extrait de l'album All Hope Is Gone. Il s'agit du second single et de la quatrième chanson extraite de leur quatrième album, All Hope Is Gone. La chanson est programmée pour une diffusion radiophonique le 28 juin 2008, et originellement prévue pour un téléchargement payant le 1er juillet mais reportée et parue pour le 8 juillet,. Slipknot joue Psychosocial sur scène pour la première fois le 9 juillet 2008, au White River Amphitheatre d'Auburn (Washington). En 2008, la chanson fait partie de la bande originale du film Punisher: War Zone. La chanson est également nommée dans la catégorie de meilleure performance metal aux Grammy Awards, mais perd face au titre My Apocalypse de Metallica, et nommée pour le Kerrang! Award du meilleur single. Psychosocial, avec Duality et Sulfur, est présentée comme contenu téléchargeable payant pour les jeux vidéo Rock Band et Rock Band 2 le 8 décembre 2009.

## Structure musicale
Le percussionniste Shawn Crahan explique lors d'une entrevue avec The Pulse of Radio : « Ce que je peux sentir dans cette chanson, c'est pas mal, je dirais, d'anxiété sociale. Elle a un bon tempo. C'est vraiment marrant et divertissant. Je crois que tout ce qu'on a est différent. » Rolling Stone félicite la chanson, prônant notamment son tempo lent.

## Clip vidéo
Le clip vidéo de Psychosocial est tournée aux studios Sound Farm de Jamaica, dans l'Iowa le 30 juin 2008. Le tournage est reporté à cause de Sid Wilson à sa fracture de la tête, peu avant le tournage. Le 18 juillet 2008, la vidéo est diffusée pour la première fois dans l'émission FNMTV sur MTV, présentée par Pete Wentz. La vidéo, réalisée par Paul Brown, est tournée à l'aide d'une caméra digitale capturant 1 000 d'images par seconde.
Dans une entrevue avec Kerrang!, le guitariste Jim Root révèle que la vidéo « présente l'enfer des masques purgatoires portés par les membres du groupe. » Il existe deux versions de la vidéo. L'une utilise la version de l'album, tandis que l'autre utilise une version plus courte de la chanson ; sauf pour Limits of the Dead!. La vidéo est nommée meilleure vidéo de rock par VMA en 2008. Sur YouTube, la vidéo de la chanson recense 22 millions de vues, avant d'être supprimée à la suite d'un débat intense entre le distributeur de Roadrunner Records, Warner Music Group et YouTube. 
Elle est néanmoins disponible sur la chaîne Youtube de Slipknot depuis le 29 octobre 2009 et recense actuellement plus de 310 millions de vues.

## Liste des titres
CD promotionnel
1. Psychosocial (Edit) – 3:57
2. Psychosocial (Album Version) – 4:42

Disque microsillon 45 tours
1. Psychosocial – 4:43
2. All Hope Is Gone – 4:44

Téléchargement numérique
1. Psychosocial (Radio Edit) – 3:58

CD édition limitée
1. Psychosocial – 4:43
2. All Hope Is Gone – 4:44

## Classements
| Classement (2008)                             | Meilleure position |
| --------------------------------------------- | ------------------ |
| U.S. Billboard Hot Mainstream Rock Tracks     | 7                  |
| U.S. Billboard Hot Modern Rock Tracks         | 20                 |
| U.S. Billboard Bubbling Under Hot 100 Singles | 2                  |
| U.S. Billboard Hot Digital Songs              | 66                 |
| Canadian Hot 100                              | 75                 |
| Austrian Singles Chart                        | 65                 |
| SNEP                                          | 100                |
| German Singles Chart                          | 31                 |
| Sverigetopplistan                             | 28                 |
| UK Singles Chart                              | 67                 |
| RIANZ Top 40 Music Chart                      | 35                 |